# Termorilievo
Termorilievo è una tecnica di produzione in rilievo di immagini stampate per mezzo del calore. Il processo consiste nella copertura a caldo delle zone inchiostrate ancora fresche con polvere termoplastica la quale, poi, si fonde formando sull'inchiostro una copertura successivamente polimerizzata dall'azione di raffreddamento. In tal modo si possono ottenere stampati pluricolore in rilievo con effetti specifici: trasparenti, perlescenti, metallici, fluorescenti e glitter.
Il processo termografico si deve alla Virkotype Corporation che nel 1945 negli Stati Uniti, brevettò  una stampa a rilievo, diversa da quella classica, derivante dall'applicazione di resine naturali finemente macinate sullo stampato fresco d'inchiostro attraverso una macchina consistente in quattro sezioni: distribuzione a pioggia della polvere, rimozione della stessa, forno, raffreddamento.
Le più moderne macchine termografiche hanno affinato tali processi facendo affermare il termorilievo come forma di nobilitazione grafica, come espressione artistica e come sistema di stampa di sicurezza. Questo perché il termorilievo non solo consente di aggiungere l'elemento tattile (il rilievo), ma anche di conseguire effetti ottici cangianti ottenibili con difficoltà con altre tecniche, quali, ad esempio la stampa a caldo.